# アルフレッド・ド・ミュッセ
アルフレッド・ルイ・シャルル・ド・ミュッセ（Alfred Louis Charles de Musset、1810年12月11日 - 1857年5月2日）は、フランスのロマン主義の作家。詩、小説、戯曲などを広く手がけた。

## 経歴
サン＝ドニで貴族の家系に生まれる。詩・芝居・小説など多くの分野で活躍、とくに演劇ではロマン主義演劇の代表者とされる。
1830年、戯曲「ヴェネチアの夜」初演で大ブーイングを受けた。これがきっかけで「読まれるための戯曲（レーゼドラマ）」を書き続けることになる（それらが収められた戯曲集は「肘掛椅子の中での観物」というタイトルが付けられた）。ミュッセの戯曲は初期のものを除いて、散文劇が多いのが特徴である。
1833年、女流作家ジョルジュ・サンドに出会い交際を始める。またそれを基にして長篇小説『世紀児の告白（La Confession d'un enfant du siècle, 1836』を書いた。
1857年、47歳のとき大動脈疾患と過剰なアルコール摂取により、その生涯を閉じた。

## 主要作品

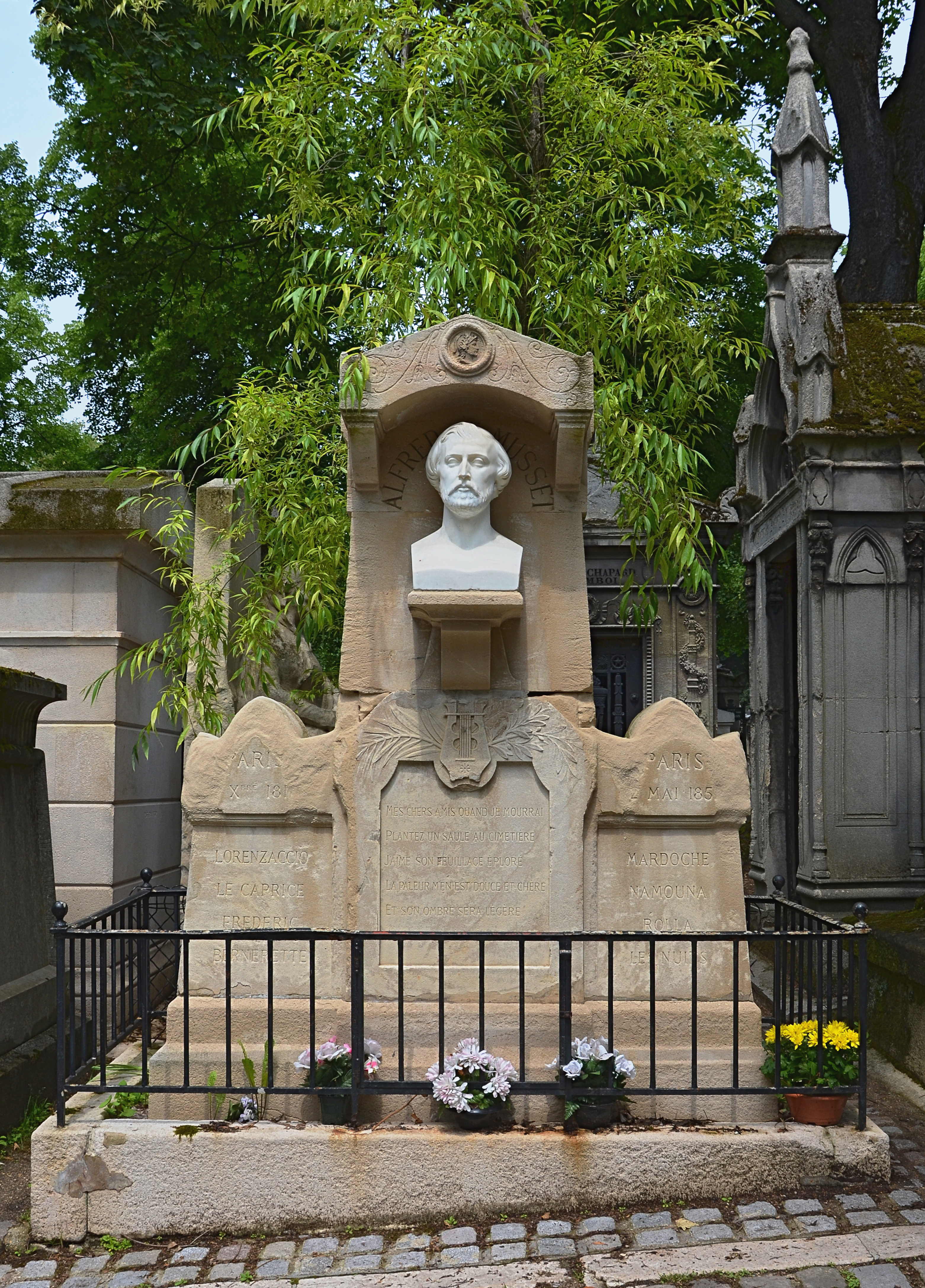

- マリアンヌの気まぐれ（Les caprices de Marianne, 1833)
  - 『マリヤンヌの気紛れ』（堀口大學訳、第一書房、近代劇全集14） 1929
  - 『喜劇・マリアンヌの気紛れ』（養徳社、進藤誠一訳） 1947
  - 『マリアンヌの気紛れ 他一編』（岩波文庫、加藤道夫訳） 1954、復刊 1992

- ロレンザッチョ （Lorenzaccio, 1834）
  - 『ロレンザッチョ』（渡辺一夫訳、新潮社、世界文学全集34） 1928
  - 『ロレンザッチョ』（渡邊守章訳、朝日出版社） 1993。改訳版（光文社古典新訳文庫） 2016

- 戯れに恋はすまじ （On ne badine pas avec l'amour, 1834）
  - 『戯れに恋はすまじ』（岡野かをる訳、近代社、古典劇大系9） 1925
  - 『かりそめになすな戀』（西條八十訳、第一書房、近代劇全集14） 1929
  - 『戲れに戀はすまじ』（進藤誠一訳、岩波文庫） 1941、復刊1984
  - 『戯れに恋はすまじ 他3篇』（進藤誠一訳、角川文庫） 1949

- スペインとイタリアの物語（Contes d'Espagne et d'Italie, 1830年） - ミュッセの処女詩集

- 五月の夜 （La nuit de mai, 1835年）

- 世紀児の告白（La Confession d'un enfant du siècle, 1836）
  - 『世紀児の告白』（小松清[4][5]訳、白水社、仏蘭西古典文庫） 1948。岩波文庫（上・下） 1953、復刊1994
  - 『世紀児の告白』（栗原美佐子訳、角川文庫 上・下） 1951

- 二人の愛人
  - 『二人の愛人』（新庄嘉章訳、細川書店） 1948。新潮文庫 1952、のち改版
  - 『二人の恋人 中篇小説集』（小松清訳、白水社） 1951。（岩波文庫）1956、復刊1989

- ガミアニ（エロチカ）
  - 『歓楽の二夜』（丸木砂土訳、平凡社、世界猟奇全集1） 1931
  - 『ガミアニ』（吉野春樹訳、紫書房、世界艶笑文庫） 1951
  - 『ガミアニ』（友部鞠久訳、浪速書房） 1969
  - 『発禁本ガミアニ夫人 男のセクスタメント』（岡林純一郎訳編、ロングセラーズ、ムックの本） 1975
  - 『ガミアニ伯夫人 他一篇』（須賀慣訳、富士見ロマン文庫） 1978。新版・晶文社 2003
  - 『女ともだちの夜』（山本泰三訳、北宋社） 1992

その他の訳書
- 『アルフレツド・ドウ・ミユツセ詩集』（大山広光訳、聚英閣、泰西詩人叢書） 1926
- 『ミュッセ小説集』（萩原厚生訳、春陽堂、世界名作文庫） 1932。復刻版 ゆまに書房 2006
- 『マルゴ / ミミ・パンソン』（桜田佐訳、岩波文庫） 1939
- 『フレデリックの恋』（江口清訳、南北書園） 1947
- 『恋に生きなん』（江口清訳、若草書房） 1948
- 『悲恋』（石川登志夫訳、酣灯社、文芸選書） 1948
- 『ミュッセ詩集 1』（内山良男訳、桜井書店） 1948
- 『仮面の人』（渡辺一夫訳、筑摩選書） 1949
- 『気紛れ 他2篇』（江口清訳、世界文学社、世界文学叢書） 1949
- 『ジャヴォットの秘密 他5篇』（川口篤等訳、角川文庫） 1949
- 『ほくろの女』（江口清訳、改造社） 1949
- 『ヴイナスの誕生』（前川堅市訳、トッパン） 1949
- 『白つぐみ物語』（川口篤等訳、角川書店） 1950
- 『悦楽の園』（山本泰三訳、園書房） 1951
- 『ミュッセ恋愛詩集』（沢木譲次訳、河出書房、河出市民文庫） 1951
- 『ミミ・パンソン』（高木進訳、学習研究社、ガッケン・ブックス、世界青春文学名作選23） 1965
- 『ヴィニー / ミュッセ』（朝比奈誼訳、筑摩書房、世界文学全集18） 1967
  - 「フレデリックとベルヌレット」
  - 「ほくろ」
  - 「白つぐみ物語」
  - 「ミミ・パンソン」

## 伝記
- 『ミュッセ』（野内良三、清水書院、Century books. 人と思想） 1999
- 『赤く染まるヴェネツィア サンドとミュッセの愛』（ベルナデット・ショヴロン、持田明子訳、藤原書店） 2000

## 映画
- 『年下のひと（フランス語版）』（原題：Les Enfants du Siècle、1999）[6]
女流作家ジョルジュ・サンドとミュッセの関係を描いたフランス映画。
- 『詩人、愛の告白（フランス語版）』（原題：Confession of a Child of the Century、2012）
アルフレッド・ド・ミュッセの自伝的小説『世紀児の告白（La Confession d'un enfant du siècle, 1836）』の映画化。ミュッセと女流作家ジョルジュ・サンドとの愛を描く。主演は、オクターヴ役にミュージシャンのピート・ドハーティ、ブリジット役にシャルロット・ゲンズブール[7]。